# Toby Schmitz
Toby Schmitz (Perth, 4 maggio 1977) è un attore australiano.

## Biografia
Attore prevalentemente teatrale, recita anche in molte serie televisive come Le sorelle McLeod e Black Sails, quest'ultimo gli fa raggiungere molta notorietà.

## Filmografia parziale
- Black Sails  (2014-2017)